# Sylvi Graham

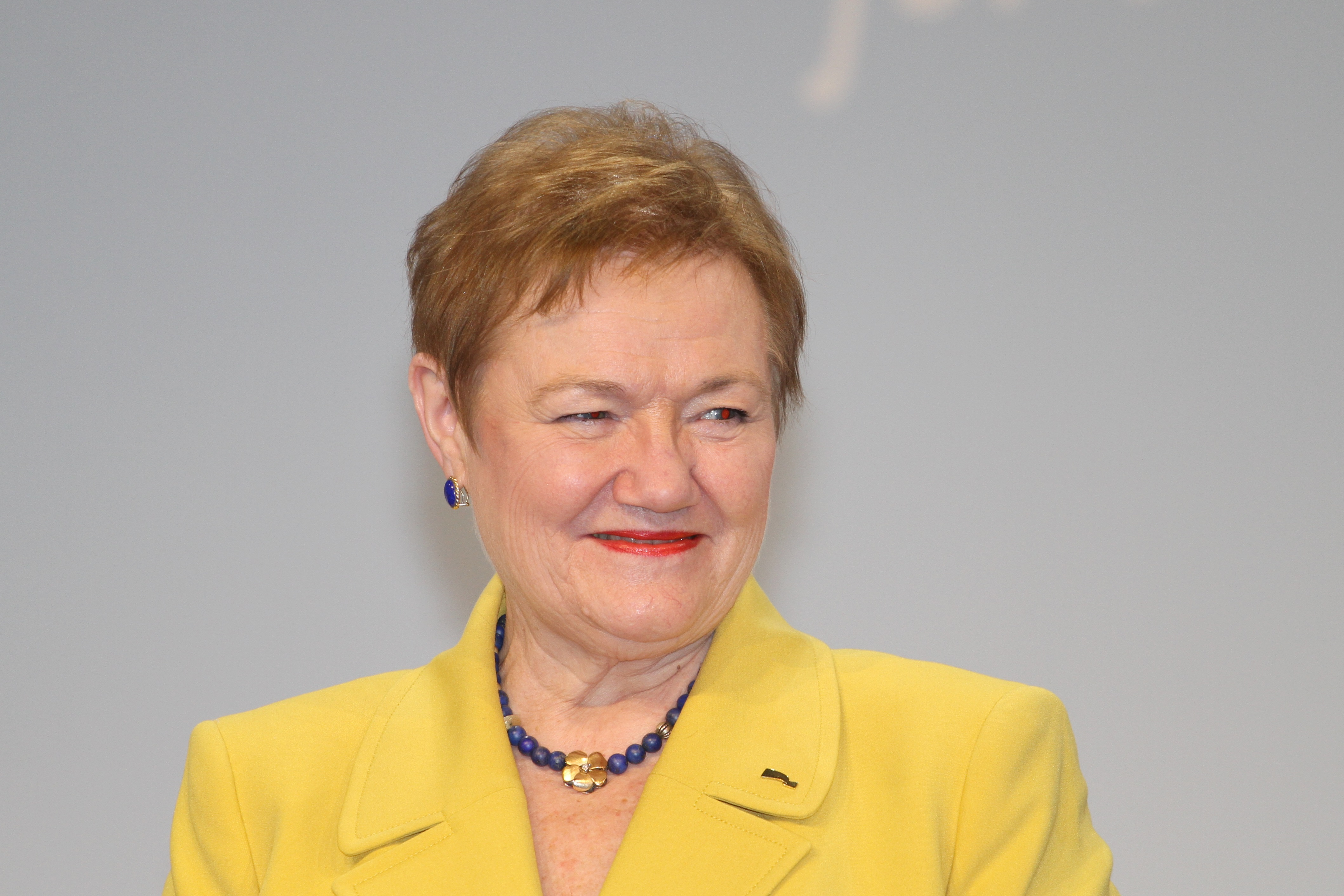
Sylvi Graham, 2017

Sylvi Graham (* 17. Dezember 1951 in Oslo; † 11. Juli 2025) war eine norwegische Politikerin der konservativen Partei Høyre. Von August 2004 bis Oktober 2005 war sie Staatssekretärin im norwegischen Außenministerium. Von 2009 bis 2017 war sie Abgeordnete im Storting.

## Leben
Graham machte von 1970 bis 1972 eine Ausbildung zur Musikkindergartenlehrerin am Østlandets Musikkonservatorium. Anschließend gab sie zwei Jahre lang Musikunterricht an ihrem eigenen Musikkindergarten, bevor sie zwei Jahre lang als Abteilungsleiterin in einem Kindergarten tätig war. In der Zeit zwischen 1977 und 1991 war sie für die Leitung der Kindergärten in der damaligen Kommune Oppegård zuständig. Nach ihrer Zeit in dieser Position wurde sie die Leiterin des Kinder- und Jugendzweiges des norwegischen Blindenverbands Norges Blindeforbund und im Jahr 1993 wurde sie Beraterin beim norwegischen Roten Kreuz. In der Zeit von 1979 bis 1991 sowie von 1995 bis 2009 war sie Mitglied im Kommunalparlament von Oppegård. Ab 1995 war sie dabei mit einer Unterbrechung zwischen 2004 und 2005 die Bürgermeisterin der Gemeinde. Am 20. August 2004 übernahm sie einen Staatssekretärsposten im Utenriksdepartementet, dem norwegischen Außenministerium. Sie blieb bis zum 17. Oktober 2005 im Amt.
Bei der Parlamentswahl 2009 zog Graham erstmals in das norwegische Nationalparlament Storting ein. Dort vertrat sie den Wahlkreis Akershus und wurde Mitglied im Arbeits- und Sozialausschuss. Im Anschluss an die Wahl 2013 wechselte sie in den Außen- und Verteidigungsausschuss. Zudem wurde sie zur Vizesekretärin des Parlaments gewählt und sie wurde Teil des Fraktionsvorstandes der Høyre-Fraktion. Im Mai 2016 gab sie bekannt, bei der Stortingswahl 2017 nicht erneut antreten zu wollen. Entsprechend schied sie im Herbst 2017 aus dem Storting aus.
Graham starb 2025 im Alter von 73 Jahren.